# 菅野哲雄
菅野 哲雄（かんの てつお、旧姓：小山（おやま）、1948年10月22日- ）は、日本の政治家。衆議院議員（2期）、気仙沼市議会議員（4期）、社会民主党宮城県連代表などを務めた。ニックネームは「かんてつ」。

## 概要

### 略歴
宮城県気仙沼市生まれ。1969年、一関工業高等専門学校卒業。1973年に気仙沼市役所に就職。
1985年、気仙沼市議会議員選挙に出馬し、初当選。市議を4期務める。4期目の任期途中の2000年、自由民主党の小野寺五典の議員辞職に伴う衆議院宮城6区補欠選挙に社会民主党公認で出馬するが、民主党の大石正光に敗れ落選した。同年の第42回衆議院議員総選挙に再出馬し、宮城6区では再度落選したが、重複立候補していた比例東北ブロックで復活し、当選。
2003年の第43回衆議院議員総選挙では、宮城6区で小野寺五典に敗れ、比例復活もならず落選。2004年の第20回参議院議員通常選挙に比例区から出馬するも、またも落選した。2005年の第44回衆議院議員総選挙では、宮城6区で再度小野寺に敗れたが、比例復活により4年ぶりに当選。
2009年の第45回衆議院議員総選挙では、宮城6区で三度小野寺に敗れ、比例復活叶わず落選。
2010年の第22回参議院議員通常選挙では、宮城県選挙区から社会民主党公認で出馬するが落選。
2012年の第46回衆議院議員総選挙では、比例単独で出馬するが落選。

### 政策・主張
- 選択的夫婦別姓制度を推進。男女共同参画社会基本法が施行され、社会生活のあらゆる面で男女平等が進むことが期待されるものの、結婚の際にもっぱら女性が改姓を迫られ不利益を被っているケースが多く、夫婦別姓制度の導入が必要。これまでの習慣や古い考え方から、別姓の制度化は困難が予想されるが、選択的夫婦別姓制度は、別姓を強制するものではなく理解を得やすいと考える、と述べている。 家族に関しては、家族は、違った個性を持つ男女が夫婦となってスタートするものであり、個性を認め合いながら生活を続ける中で、だんだんと「家族」としての一体感がでてくるものであり、国連の宣言には同感。家族の問題に政府が介入するべきではない、と述べている[1]。
- 2003年、静岡空港建設反対の国会議員署名活動で署名者に加わっている[2]。